# Michel Guidoni
 (novembre 2022).
Si vous disposez d'ouvrages ou d'articles de référence ou si vous connaissez des sites web de qualité traitant du thème abordé ici, merci de compléter l'article en donnant les références utiles à sa vérifiabilité et en les liant à la section « Notes et références ».
Pour les articles homonymes, voir Guidoni.
Michel Guidoni est un humoriste, imitateur et chansonnier français, né le 27 janvier 1966 à Alger(Algérie).

## Biographie

### Origines
Michel Guidoni naît en 1966 à Alger, en Algérie qui vient de devenir indépendante. Ses origines sont corses.

### Carrière
Dans les années 1990, Michel Guidoni participe aux émissions de France Inter (L'Oreille en coin) et co-anime sur Europe 1 Personna...gratter avant de figurer parmi les imitateurs du Bébête Show, où il incarne Kermitterrand. En 1996, avec son complice et aîné Jacques Mailhot, il anime Silence télé sur France 3.
Devenant partenaire de Jacques Mailhot, Jean Amadou et Bernard Mabille, il donne également des spectacles humoristiques en solo.
Il connaît un début de succès avec l'imitation du président de la République française de l'époque Nicolas Sarkozy. Ceci l'amène d'ailleurs à prêter sa voix au président dans le documentaire de Karl Zéro, Starko ! la saison 1 (2008).
En janvier 2009, il tourne en France avec le spectacle humoristique Sarkomania, avant de se produire au théâtre des Deux Ânes, à Paris, aux côtés de Jacques Mailhot et de Bernard Mabille dans Bienvenue chez les Chipies jusqu'à fin juin 2009.
Du 7 septembre 2009 au 1er avril 2011, sur la chaîne numérique BFM TV, Michel Guidoni prête quotidiennement sa voix pour présenter l'actualité vue par le président de la République dans le Sarko info de Karl Zéro.
À partir d'octobre 2009, il est à l'affiche du théâtre des Deux Ânes, pour la revue P'tit coup de pompe à l'Élysée, devenue le 1er mars 2010 Coup de carbone à l'Élysée.
Du 23 juin au 25 septembre 2010 au théâtre de l'Alhambra à Paris, Michel Guidoni tient le rôle principal dans la pièce Le président, sa femme et moi, comédie originale de Bernard Uzan. Il y interprète  les rôles du président Thomas Barowski et de son sosie Antoine Girard aux côtés d'Alexandra Vandernoot. À partir du 22 octobre, en raison du succès remporté par la pièce, celle-ci se transporte au théâtre de la Grande Comédie à Paris. 
D'octobre 2011 à février 2012, Michel Guidoni est à nouveau à l'affiche du théâtre des Deux Ânes pour la revue satirique Pas nique au FMI en compagnie de Jean Roucas et de Jacques Mailhot, tout en continuant sa tournée pour la pièce Le président, sa femme et moi. À partir du 28 février 2012, il est aux côtés de ses compères chansonniers dans Qui va ramer à l'Élysée ?. 
D'octobre 2012 à juin 2013, Michel Guidoni est au générique de Hollande met le P.I.Bas, au théâtre des Deux Ânes. Il est également le partenaire de Laurent Gerra dans des sketches diffusés sur Paris Première, opposant de façon humoristique l'ex-président Nicolas Sarkozy au nouveau président François Hollande.
À la rentrée d'octobre 2013, Michel Guidoni joue dans Flamby le Magnifique, une satire de la vie politique sous Hollande. Puis, à la rentrée de septembre 2014, il apporte sa contribution à France-Hollande Zéro partout, la nouvelle revue du théâtre des Deux Ânes. Parallèlement, Olivier Lejeune, lui propose de participer à la création de sa nouvelle pièce Le Bouffon du président, satire politico-humoristique, qui est rodée auprès du public de province. Michel Guidoni propose également un nouveau one-man-show intitulé La Dernière Valls qui est diffusé en direct sur Paris Première en février 2015.
En 2015, Le Bouffon du président est présenté au théâtre des Variétés à Paris. Michel Guidoni est entouré des comédiens Franck de La Personne, Fabienne Chaudat, Frédéric Bodson et Cécile de Ménibus. Ce spectacle part également en tournée dans toute la France.
En 2016, Michel Guidoni deveient membre de l'académie Alphonse-Allais.
Habitué du théâtre des Deux Ânes (dont Jacques Mailhot est le directeur), partenaire de chaque revue, Michel Guidoni est, à la rentrée de septembre 2017, à l'affiche de Tout est bon dans le Macron ! où il incarne de façon humoristique le nouveau président de la République Emmanuel Macron, et son prédécesseur François Hollande.
En 2019, Michel Guidoni rejoint la revue Trumperie sur la marchandise et parcourt la France avec la tournée des chansonniers en compagnie de Jacques Mailhot, Gilles Détroit et Florence Brunold. Parallèlement, il se produit dans de nombreux galas et spectacles seul en scène et continue d'apporter sa participation régulière à La Revue de presse, émission télévisée de Paris Première.

## Théâtre
- 2009 : Sarkomania, one-man-show, tournée en France
- 2009 : Bienvenue chez les Chipies, théâtre des Deux Ânes
- 2009-2010 : P'tit coup de pompe à l'Élysée, théâtre des Deux Ânes
- 2010 : Le président, sa femme et moi de Bernard Uzan, Alhambra et La Grande Comédie
- 2013-2015 : Le Bouffon du président d'Olivier Lejeune, tournée en France et théâtre des Variétés
- 2017 : Tout est bon dans le Macron ! , théâtre des Deux Ânes
- 2022 : Duos sur canapé de Marc Camoletti (auteur), avec Bernard Ménez , tournée en France, Alhambra (Paris)

## Filmographie
- 2008 : Starko ! de Karl Zéro et Daisy d'Errata : voix de Nicolas Sarkozy